# عدد أولي عاملي
عدد أولي عاملي (بالإنجليزية: عدد أولي عاملي)‏ هو عدد أولي يساوي عامليّ عدد ما، زد عليه واحدا أو انقص منه واحدا.